# ウィリアム・クラブトリー

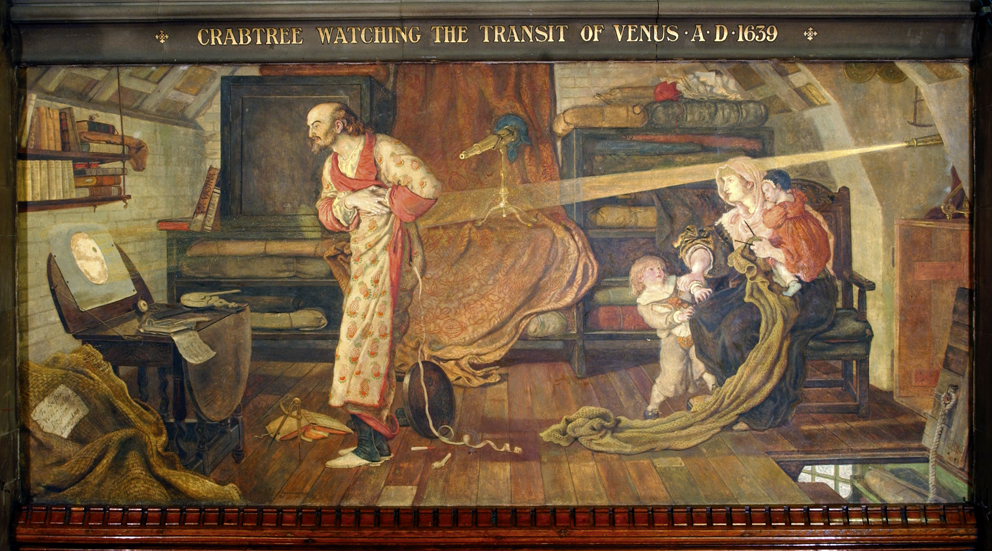
1639年の金星の日面通過を見るクラブトリー（マンチェスターホールの壁画）

ウィリアム・クラブトリー（William Crabtree, 1610年 – 1644年頃）は、イギリスの天文学者である。1639年にエレミア・ホロックスと金星の日面通過の最初の観測を行なった。
サルフォードのブロートンに生まれ、マンチェスター・グラマースクールで学んだ。裕福な家の娘と結婚し、商人として働いたが、余暇は天文学の観測を行なった。1636年にエレミア・ホロックスと親しくなり、1639年ホロックスはランカシャーで、クラブトリーはサルフォードで金星の日面通過の観測を行なった。
1640年にホロックスが急死すると、その後のクラブトリーの天文学の活動についても伝わっておらず、没年も1644年、1650年頃とさだかではない。